# Pachyrhizus ferrugineus
Pachyrhizus ferrugineus är en ärtväxtart som först beskrevs av Charles Vancouver Piper, och fick sitt nu gällande namn av M.Sorensen. Pachyrhizus ferrugineus ingår i släktet Pachyrhizus och familjen ärtväxter. Inga underarter finns listade i Catalogue of Life.